# نیوشیکاگو (کالیفرنیا)
نیوشیکاگو (به انگلیسی: New Chicago) یک منطقهٔ مسکونی در ایالات متحده آمریکا است که در شهرستان آمادور، کالیفرنیا واقع شده‌است. نیوشیکاگو ۲۵ نفر جمعیت دارد و ۲۸۹ متر بالاتر از سطح دریا واقع شده‌است.